# Plateosaure
El plateosaure (Plateosaurus, 'llangardaix pla') és un gènere de dinosaure prosauròpode que podia desplaçar-se a 2 o 4 potes. Feia entre 6 i 10 metres de longitud fet que el feia un dels dinosaures més grossos del període Triàsic. També fou un dels primers dinosaures herbívors que visqué a Europa i Groenlàndia, on hi havia vegetació abundant.
El plateosaure tenia un cap petit amb dents en forma de xerrac per a triturar les plantes.